# Tamara Abalde Díaz
Tamara Abalde Díaz (Ferrol, La Corunya, 6 de febrer de 1989) és una exjugadora de bàsquet gallega.
És internacional absoluta amb la selecció espanyola, havent disputat els Jocs Olímpics de Pequín 2008, i l'Eurobasket 2009, en el qual va aconseguir la medalla de bronze.

## Biografia
És filla de l'exjugador de bàsquet Alberto Abalde i es va iniciar en el bàsquet als 8 anys d'edat. Es va formar en el Club Companyia de María de Vigo (1998- 2003), per després passar pel San José de la Guia i finalment saltar al Celta, club viguès on va militar en les categories inferiors des de la campanya 2003-04, debutant en la Divisió d'Honor als 15 anys amb el Celta Vigo Urban.
Abalde va ser reconeguda com a esportista revelació en la temporada 2005 i nominada en tres ocasions com a millor esportista en la Gran Gal·la do Deporte “Vigo e a súa Comarca” (Vigo i la seva comarca). Representant a la selecció autonòmica va ser bronze i distingida en el quintet ideal a Lloret de Mar (2003) i millor passadora a Santiago de Compostel·la (2004).
Va ser internacional indiscutible amb la selecció Sub-16 amb la qual va aconseguir el quart lloc en l'Europeu sub-16 de Turquia (2003), i posteriorment diverses medalles d'or. Així, ha estat campiona d'Europa sub-16 a Itàlia (2004), Polònia (2005) i sub-18 a Tenerife (2006). A més va ser inclosa en el quintet ideal en l'Europeu de Polònia amb 12.3 punts i 8.3 rebots de mitjana.
La temporada 2007-2008 va militar en l'equip Universitat de Lamar de Houston, recalant les tres següents temporades en l'equip madrileny Rivas Futura, en qualitat de cedida pel Ros Casares.
Després de disputar la temporada 2010-11 en l'Unió Navarra, va fitxar pel Pays d'Aix Basket 13 de la Lliga francesa amb el qual va disputar la temporada 2011-112. En 2012 va continuar a França, aquesta vegada en les files del Basket Landes. En 2013 torna a la Lliga Femenina en fitxar per Perfumeries Avenida de Salamanca. Després de dues temporades en l'equip salmantí en els quals no va tenir suficients minuts fitxa per Cadí La Seu al juny de 2015.

## Trajectòria
- Col·legi Companyia de María. Planter.
- 2003-07 Celta Banc Simeón. Lliga Femenina
- 2010-11 Unió Navarresa Basket. Lliga Femenina
- 2016-17 CREF Hola!. Lliga Femenina
- 2017-18 Mann Filter. Lliga Femenina

## Palmarès

### Selecció espanyola
- Medalla d'Or a l'Europeu sub-16 de 2004.
- Medalla d'Or a l'Europeu sub-16 de 2005.
- Medalla d'Or a l'Europeu sub-18 de 2006.
- Medalla de Plata a l'Europeu sub-20 de 2009.
- Medalla de Bronze a l'Eurobasket 2009.
- Medalla d'Or a l'Eurobasket 2019.

### Clubs
- Copa de la Reina (2): 2014, 2015.
- Supercopa d'Espanya (2): 2013, 2014.